# ألبيرتو غرانادو
ألبيرتو غرانادو (بالإسبانية: Alberto Granado)؛ (8 أغسطس 1922 - 5 مارس 2011)، دكتور وعالم وكاتب أرجنتيني / كوبي. ولد في هيرناندو الواقعة في محافظة قرطبة الأرجنتينية. كان رفيق تشي جيفارا في رحلته عبر أمريكا اللاتينية، تلك الرحلة التي سمحت لكلا الرجلين بلمس معاناة سكان القارة وحددت فيما بعد شكل مستقبليهما. كتب غرانادو عن تلك المرحلة مؤلفا بعنوان السفر مع جيفارا: صناعة ثائر، استخدم الكتاب كمرجع لفيلم يصف رحلته مع تشي بعنوان مذكرات دراجة نارية حيث لعب دوره الفنان الأرجنتيني رودريغو دي لا سيرنا بينما لعب دور جيفارا الفنان المكسيكي غايل غارسيا برنال. ألبيرتو غرانادو هو مؤسس مدرسة سانتياغو للطب في كوبا.

## عبر أمريكا اللاتينية
ألتقى صديقا السفر لأول مرة عام 1942 عندما كان عمر ألبرتو حينها 20 سنة وإرنستو 14 سنة. وفي عام 1952 انطلق الشابان في رحلة على متن «لا بوديروسا» دراجة غرانادو النارية. عبرا الأرجنتين باتجاه تشيلي حيث أستنفذا سريعاً مدخراتهما المالية مما أجبرهما على التحول إلى «دراجين متطفلين» بحسب التعبير الذي استعمله جيفارا لاحقاً، ومن أجل متابعة الطريقة كان كل اعتمادهما مركزاً على إحسان وضيافة الغرباء. تعطلت دراجتهما بشكل لا يمكن إصلاحه في لوس أنجلوس في تشيلي، فتابع الرفيقان رحلتهما على الأقدام وأحياناً على صهوة الخيول وعلى متن الشاحنات والقوارب. خلال مسارهما اصطدما بشكل مباشر بواقع الفقر واللامساوة في بلدان القارة الجنوبية، وأثر بهما بصورة كبيرة الأسبوع الذي قضياه في مستعمرة لمرضى الجذام.
في كاراكاس انفصلا بعد أن عاشا معاً مغامرة دامت تسعة أشهر، بقي ألبيرتو في العاصمة الفينزويلية ليعمل على أبحاث تتعلق بالجذام، بينما عاد تشي إلى بوينس آيرس ليتم دراسته كطبيب. في فترة لاحقة انتقل جيفارا إلى المكسيك حيث التقى هناك بالزعيم الكوبي المستقبلي فيديل كاسترو. عام 1956 قام الرجلان بغزو كوبا مع جيشهما الثوري، وبعد نجاح ثورة عام 1959 دعا تشي صديقه ألبيرتو للمجيء والإقامة في الجزيرة الكوبية فقبل هذا الأخير الدعوة وظل يقيم هناك حتى وفاته.
وفي أكتوبر 1965 أرسل غيفارا رسالة إلى كاسترو تخلى فيها نهائيا عن مسؤولياته في قيادة الحزب، وعن منصبه كوزير، وعن رتبته كقائد، وعن وضعه ككوبي، إلا أنه أعلن عن أن هناك روابط طبيعة أخرى لا يمكن القضاء عليها بالأوراق الرسمية، كما عبر عن حبه العميق لكاسترو ولكوبا، وحنينه لأيام النضال المشترك.

## من أقواله
| ” | أكثر ما أقدره فيه –تشي جيفارا- كان صدقه وقدرته على تحويل الأشياء السلبية إلى أخرى إيجابية | “ |

ألبرتو غرانادو

## مواضيع ذات صلة
- تشي جيفارا
- مذكرات دراجة نارية (فيلم)

## وصلات خارجية
- ألبيرتو غرانادو على موقع IMDb (الإنجليزية)
- ألبيرتو غرانادو على موقع ألو سيني (الفرنسية)
- ألبيرتو غرانادو على موقع أول موفي (الإنجليزية)
- ألبيرتو غرانادو على موقع قاعدة بيانات الأفلام السويدية (السويدية)
- ألبيرتو غرانادو على موقع قاعدة بيانات الفيلم (الإنجليزية)
- ألبيرتو غرانادو على موقع كينوبويسك (الروسية)